# Béla Thinsz
Béla Pál Thinsz, född 30 januari 1932 i Budapest, död 20 augusti 1982 i Stockholm, var en ungersk-svensk filmfotograf. Han utbildade sig vid Drama- och filmhögskolan i Budapest där han var klasskamrat med bland andra László Kovács, Vilmos Zsigmond och den ungerske filmaren Tibor Vagyóczky.

## Biografi
Thinsz föddes i Budapest på Pestsidan och flyttade 1938 med sina föräldrar och yngre bror Géza Thinsz till Fehérvári utca vid torget Móricz Zsigmond körtér, där ett intilliggande konditori införskaffades av familjen och döptes efter fadern till "Thincz Béla Cukrászda". Båda föräldrarna var diplomerade konditormästare och redan som ung utbildade och diplomerade sig Thinsz till konditor. Konditoriet fanns i familjens ägo till 1950 då det konfiskerades av den ungerska staten.
Han tog studenten 1951 och började därefter på Drama- och filmhögskolan med lärare som György Illés, János Herskó och Zoltán Fábri. År 1955 erhöll han diplom som filmfotograf och anställdes vid Mafilm.
Under den ungerska revolutionen 1956 tog Thinsz stora mängder filmer och fotografier, några just utanför sin port. Vid ett fototillfälle då han använde en lyktstolpe som stöd, ropade någon hans namn. Uppe i lyktstolpen satt hans klasskamrat, den blivande Oscarsvinnaren Vilmos Zsigmond, som filmade från samma plats. Filmerna lämnades till arbetsgivaren Mafilm då det såg ut som om frihetsrörelsen skulle lyckas. De förstördes troligtvis av regimen efter revolutionen. Thinsz lyckades föra ut cirka 80 negativ och dessa fotografier ställdes ut vid en utställning på Militärhistoriska museet i Budapest som öppnade den 25 oktober 2006 i samband med firandet av 50-årsminnet av frihetsrörelsen. Ett 40-tal av dessa fotografier ställdes även ut på Malmö stadsarkiv vid en utställning som öppnade i november 2006 för att skildra den ström av ungerska flyktingar som kom till Malmö hösten 1956. 
När revolutionen trycktes tillbaka av den kommunistiska regimen, beslöt sig Thinsz att lämna Ungern tillsammans med sin familj. Han valde att ta sig till Sverige efter att prästen i hans församling, som hade studerat teologi i Uppsala, hade berättat om det fredliga och demokratiska landet där man kunde "lämna sin cykel olåst vid centralstationen, resa jorden runt och komma tillbaka för att finna sin cykel där man hade ställt den".
I maj 1957 fick Thinsz anställning på Svensk Journalfilm på Sandhamnsgatan 39 i Stockholm, där han gjorde filminslag från Tyskland, Norge, Finland och Belgien. 
1961 anställdes han hos Sveriges Radio, sedermera Sveriges Television, där han var anställd fram till sin död 1982.
Ett av hans populäraste arbeten var den av Sverker Lund tecknade Solfilmen, som sedan 1963 sänds som ett inslag i nyhetsprogrammet Aktuellt.
Han arbetade vid TV-produktionen och grundade SVT:s trickstudio där dåtidens specialeffekter producerades. En av hans animationer, Solfilmen, gjordes i samarbete med illustratören Sverker Lund. I en dokumentär berättar de båda om problemen med att få Sverigekartan att lägga sig ned för att bilda ett streck, eftersom varje bildruta måste ritas för hand.
I trickstudion gjordes även vinjetten (med signaturmelodi av Tommy Körberg) och alla flygscener till barnprogrammet Himmel och pannkaka. Utan nutidens möjligheter till datoranimeringar var det utmanade att få leksakerna att flyga ut ur skjulet i vinjetten. I flygscenerna använde Thinsz bl.a. en miniatyr av barnens flygplan som filmades med Chroma key-teknik och lades ovanpå en separat filmad flygsekvens.
Han var även inblandad i hur SVT till en början framkallade den film som togs i samband med reportage, med hjälp av en dammsugare och ett kvastskaft.
Thinsz arbetade som filmfotograf i både svenska och internationella produktioner i länder som Frankrike, Tunisien, Holland, Belgien, England och sitt hemland Ungern. Han hade även ett mindre företag, Kortfilmproduktion, där han gjorde produktioner för exempelvis Kungliga Operan och Drottningholmsteatern. 
Thinsz var inslagsfotograf vid produktionen av Trazan Apansson – julens konung och filmade alla utomhusscener. SVT råkade radera hela serien i slutet av 1970-talet, men Thinsz hade spelat in ett avsnitt på sin egen videobandspelare, som gavs till SVT. Även detta har gått förlorat.

## Utmärkelser
Den 19 december 2007 erhöll Thinsz, vid filmfestivalen Golden Eye, postumt en utmärkelse för sina insatser med att fotografera den ungerska revolutionen 1956.

## Filmografi (urval)
- 1957 – Med Valle till fjälls (regi Torgny Wickman, speaker Olof Thunberg, foto Béla Thinsz)[5]
- 1957 – Kärlek, färg och fantasi (regi och manus Torgny Wickman, foto Béla Thinsz)[6]
- 1958 – Den konstgjorda njuren (regi Torgny Wickman, speaker Åke Engerstedt, foto Béla Thinsz)[7]
- 1958 – Att sälja rätt (regi Torgny Wickman, foto Béla Thinsz, medv Gösta Cederlund, Lennart Lindberg, Per Sjöstrand, Astrid Söderbaum, Solveig Alpzén)[8]
- 1963 – Solfilmen (illustrationer Sverker Lund, foto Béla Thinsz) [9]
- 1967 – Leve Magritte : ett program om en surrealistmålares minnesutställning[10]
- 1968 – Tillbaka till livet : En dokumentärfilm av Lars Wallén och Bernt Bernholm om hjärtinfarkt, den moderna människans stora livshot : Bilder och filmsekvenser från kroppens inre av Lennart Nilsson och prosektor Per Ingvar Brånemark[11]
- 1970 – Regnbågslandet (julkalender 1970, medv: Yvonne Lombard, Olof Thunberg, Roger Benson, Tommy Körberg, Annty Landherr, Günter Wetzel)
- 1973 – Desertören (regi Harald Westman, scripta Eva Norde, medv: Lars-Erik Berenett, Berit Hinderson, Marie Ahrle, Ingemar Glemme, Mats Dahlbäck, Jan Kriegsman, Lars Lundgren, Dan Linde)
- 1973-1978 – Sveriges Magasin (inslagsfotograf)
- 1976 – Trazan Apansson – julens konung (inslagsfotograf)
- 1975 – Stadsresan (regi Håkan Ersgård, prod Anita Bäckström, manus Sven Delblanc, medv. Berit Lundquist, Margita Ahlin, Maria Stenberg, Karin Svensson, Axel Düberg, Helge Skoog, Jan Nygren, Tomas Bolme, Mille Schmidt, Leif Liljeroth, Ramon Silvan, Lena Gumaelius)
- 1977 – Himmel och pannkaka (vinjett och trickfilm Béla Thinsz)
- 1979 – En Sophia-syster berättar
- 1981 – Vårt dagliga bröd (av Monika Björk, regi Christian Lund, fotoassistent Andres Bergquist, projektledare Sten Carlberg, script Barbro Hodén, passare Stefan Eidin, scenograf Gunilla Kassel)
- 1983 – Indiankojan (Regi Henry Meyer, medv Birgitta Ulvsson, Oscar Hagelbäck, Torsten Wahlund, Viveka Warenfalk, Pontus Gustafsson)